# Зустрінемось у серпні
«Зустрінемось у серпні» (ісп. En agosto nos vemos) – роман нобелівського лауреата, колумбійського письменника Ґабріеля Ґарсія Маркеса, опублікований після смерті автора на 97-му річницю його народження. «Зустрінемось у серпні» став першим і єдиним романом Маркеса, центральним персонажем якого є жінка. Історія розповідає про щорічні подорожі Анни Магдалени Бах на острів, де поховано її матір, та про її любовні пригоди на ньому.

## Історія написання[1]
Маркес працював над романом принаймні з 1997 року. Тоді у вересні він прочитав його уривки в Джорджтаунському університеті у Вашингтоні, однак згодом відклав роботу над написанням, щоб зосередитись над повістю «Записник з моїми сумними курвами». 
У 2004 році письменник заявив, що йому подобається персональний розвиток головної героїні, проте попередньою версією «Зустрінемось у серпні» він незадоволений. Зрештою, він його так і не закінчив. Під кінець свого життя Маркес страждав на деменцію і через проблеми з пам’яттю він не міг вловити сюжет, отже й завершити історію. 
Після смерті письменника рукопис помістили до архіву в Ransom Center. Спершу сім’я Маркеса вирішила не публікувати незакінчений роман, проте у 2022 році сини автора перечитали 5 чернеток і, попри вимогу батька знищити рукопис, вирішили відредагувати його та видати зі словами: «Ми роздумували над цим питанням десь 3 секунди – чи можна це вважати зрадою батька та його бажань? І вирішили, що так, це, напевне, зрада. Але для чого ж ще потрібні діти?».
Видання «Зустрінемось у серпні» анонсували у квітні 2023 року. За словами синів письменника, це остання публікація Маркеса, адже в його архіві більше нічого не лишилось. Вибір дітей видати роман попри бажання батька сприйняли не надто позитивно.

## Анотація
Анна Магдалена Бах, здавалося б, уже 27 років щаслива в шлюбі. Попри це щороку в серпні вона вирушає на острів, де поховано її мати, та заводить там нового коханця на одну ніч, стаючи зовсім іншою людиною, проте розриваючись між пошуками свободи й відчуттям провини.

## Критика
Вихід роману спричинив суспільний резонанс. Загалом понад 250 тисяч передзамовлень зроблено в Латинській Америці, зокрема в Колумбії книга стала третім за продажами романом у книгарні Librería Nacional вже в тиждень перед виходом. На честь виходу останнього твору Ґабріеля Ґарсії Маркеса в Боготі засяяв хмарочос Торре Колпатріа.
Реакція читачів виявилась неоднозначною. «Непереконливе прощання» – так названо «Зустрінемось у серпні» в негативній рецензії The New York Times. Письменниця Люсі Г’ю-Галлет розкритикувала стиль написання, структуру та невідповідності в дописі для The Guardian; натомість Ентоні Каммінс також у The Guardian назвав роман «кращим, ніж боявся Маркес». А журнал El País зазначив, що книга має переваги, але точно не є найкращим твором Ґарсії Маркеса.

## Покликання
- Габріель Гарсія Маркес: шлях до успіху на YouTube
- Історія успіху батька "магічного реалізму" Габріеля Гарсії Маркеса на 24 Канал
- Біографія Ґабріеля Ґарсіа Маркеса на УкрЛіб
- "Побачимося в серпні". Чому перед смертю Маркес наказав знищити свій останній роман, а діти не послухалися на BBC News Україна